# Bernt Rönnäng
Bernt Rönnäng, född 13 augusti 1940, död den 15 augusti 2017, var en svensk fysiker och professor i radioelektronisk systemteknik vid Onsala rymdobservatorium.
Rönnäng disputerade 1972 inom radioastronomi och elektromagnetisk vågteori med en avhandling som klargörande och pedagogiskt beskrev mättekniken långbasinterferometri (VLBI), och kom att överta ledningen av VLBI-verksamheten från sin handledare Olof Rydbeck. Han tog också initiativet till att skapa en forskargrupp i rymdgeodesi, som utvecklade metoder för att med stor noggrannhet kunna bestämma mycket små förändringar i till exempel havsnivå och landhöjning.
1977 blev han professor i radioelektroniska system, och 1993 blev han vicerektor med ansvar för högskolans forskarutbildning och forskning. Han utnämndes 1998 till rektor för Chalmers Lindholmen högskola AB och bidrog till uppbyggnaden av Lindholmen Science Park.
Rönnäng belönades med Chalmersmedaljen 2005 bland annat för sina insatser att "hitta välstrukturerade, enkla och naturliga lösningar ... när det gäller samverkan mellan högskola och näringsliv i Göteborg".